# Джеренцаго
Джеренцаго, Джеренцаґо (італ. Gerenzago) — муніципалітет в Італії, у регіоні Ломбардія, провінція Павія.
Джеренцаго розташоване на відстані близько 450 км на північний захід від Рима, 33 км на південний схід від Мілана, 18 км на схід від Павії.
Населення — 1404 особи (2014).
Щорічний фестиваль відбувається третьої неділі травня, 15 січня. Покровитель — Santa Pudenziana.

## Демографія
Населення за роками:

Станом на 1 січня 2023 року в муніципалітеті офіційно проживали 173 іноземці з 23 країн, серед них 94 громадяни країн Євросоюзу та 1 громадянин України.

## Сусідні муніципалітети
- Коп'яно
- Кортеолона-е-Дженцоне
- Інверно-е-Монтелеоне
- Магерно
- Віллантеріо